# Elecciones estatales de Baviera de 1994
Las Elecciones estatales de Baviera de 1994 se llevaron a cabo el 25 de septiembre de ese año.
En Baviera ganó la CSU, obtuvo más del 52% de los votos, aunque perdió 2,1 puntos y 7 escaños.
Los socialdemócratas (SPD) ganaron 4 puntos y 12 escaños.
Los verdes bajaron unas décimas, pero ganaron 2 escaños.
Los liberales bajaron y desaparecieron del parlamento (perdieron 2,4 puntos y 7 escaños).
Los resultados fueron:
| Partido Político | Partido Político                    | Porcentaje | Escaños |
| ---------------- | ----------------------------------- | ---------- | ------- |
|                  | Unión Social Cristiana de Baviera   | 52,8       | 120     |
|                  | Partido Socialdemócrata de Alemania | 30,0       | 70      |
|                  | Los Verdes                          | 6,1        | 14      |
|                  | Republicanos                        | 3,9        | 0       |
|                  | Partido Liberal de Alemania         | 2,8        | 0       |

| Predecesor: 1990 | Elecciones de Baviera 1994 | Sucesor: 1998 |

- Datos: Q1804070
- Multimedia: 1994 Bavarian state election / Q1804070